# Mola ramsayi
A Mola ramsayi a sugarasúszójú halak (Actinopterygii) osztályának gömbhalalakúak (Tetraodontiformes) rendjébe, ezen belül a holdhalfélék (Molidae) családjába tartozó faj.

## Előfordulása
A Mola ramsayi a déli félgömb óriás hala. Megtalálható a Csendes-óceán délnyugati részén, Ausztrália és Új-Zéland partjainál, és az óceán délkeleti részén is, Chile partjánál. A Mola ramsayi elterjedési területe átnyúlik az Atlanti-óceán déli részére is, egészen Dél-Afrikáig.

## Megjelenése
A halnak kicsi a szája. Fogai csőrszerű képződménybe forrtak össze. Néha eléri a testvér fajnak, vagyis a holdhalnak a legnagyobb méretét is, a 3,2 méteres hosszúságot.

## Életmódja
Táplálékának legnagyobb részét a medúzák (Medusozoa) alkotják, azonban ezt a nem túl tápláló étrendjét kígyókarúakkal (Ophiuroidea), kisebb csontos halakkal, állati és növényi planktonnal, Salpidae-fajokkal és puhatestűekkel egészíti ki.

### Fordítás
- Ez a szócikk részben vagy egészben  a   Southern Ocean Sunfish című angol Wikipédia-szócikk ezen változatának fordításán alapul.  Az eredeti cikk szerkesztőit annak laptörténete sorolja fel. Ez a jelzés csupán a megfogalmazás eredetét és a szerzői jogokat jelzi, nem szolgál a cikkben szereplő információk forrásmegjelöléseként.